# Ino Nittochi Tatemono Kyodo Building
Le Ino Nittochi Tatemono Kyodo Building (飯野・日土地共同ビル) appelée aussi Shiodome Shiba-Rikyu Building est un gratte-ciel construit à Tokyo en 2006 dans le quartier de Shiodome dans le district de Minato-ku. L'immeuble abrite des bureaux. Il mesure 112 mètres de hauteur et est desservi par 10 ascenseurs.
L'architecte est la société Takenaka Corporation.